# Murrelektronik
Die Murrelektronik GmbH ist ein deutsches Unternehmen mit Unternehmenssitz in Oppenweiler (Baden-Württemberg), das Systeme im Bereich der elektrischen und elektronischen Automatisierungstechnik und Installationstechnik  entwickelt, produziert und vertreibt. 

## Geschichte
Das Unternehmen wurde 1975 von Franz Hafner gegründet und hat sich zu einem erfolgreichen Unternehmen für Automatisierungstechnik entwickelt. Am 1. Juni 1993 wurde der ehemalige DDR-Betrieb KSG in Stollberg/Erzgeb., der Kontaktbauelemente herstellt, von der Treuhandanstalt übernommen. Hier werden Steckverbinder produziert.

## Unternehmen
Am Hauptsitz Oppenweiler bei Stuttgart befindet sich neben Verwaltung und Logistikzentrum eine von fünf Produktionsstätten. Produkte werden auch in Stollberg (Sachsen), Stod (Tschechien), Atlanta (Vereinigte Staaten), sowie in Shanghai (China) gefertigt. Das Unternehmen beschäftigt im Konzern weltweit rund 3000 Mitarbeiter (Stand: 2025)
Eigenständige Niederlassungen und Distributoren befinden sich in weltweit über 50 Ländern.

## Komponenten und Systeme
Das Portfolio umfasst Anschlusstechnik wie Steckverbinder und passive Verteilersysteme, I/O-Systeme wie Feldbusverteiler und modulare Feldbussysteme, Netzfilter und Entstörtechnik, Stromversorgungen und Netzwerklösungen sowie eine modular aufgebaute Komplettlösung für die schaltschranklose Automatisierung.
Außerdem werden digitale Services für die Installation, Inbetriebnahme und Wartung von Maschinen und Anlagen angeboten.
Murrelektronik fokussiert sich bereits seit Anfang der 1990er-Jahre auf die dezentrale elektrische Installationstechnik.

## Branchen
Die Komponenten, Automatisierungslösungen und Konzepte für dezentrale Automatisierungstechnik werden für verschiedene Branchen entwickelt.
Dazu gehören:
- Automotive
- Food & Beverage
- Intralogistik
- Mobile Applications
- Robotik
- Werkzeugmaschinen

## Soziales Engagement
Das Unternehmen engagiert sich für diverse regionale und internationale Projekte. Das Unternehmen ist seit über 30 Jahren Hauptsponsor und Förderer des örtlichen Handballvereins HC Oppenweiler/Backnang und unterstützt das private Kinderhilfsprojekt Casa do Zezinho in Brasilien maßgeblich.